# Sassari-Cagliari 1948
La Sassari-Cagliari 1948, prima storica edizione della corsa, si svolse il 29 febbraio 1948 su un percorso di 218 km. La vittoria fu appannaggio dell'italiano Adolfo Leoni, che completò il percorso in 6h42'38", precedendo i connazionali Luciano Maggini e Giovanni Corrieri.
Sul traguardo di Cagliari 21 ciclisti portarono a termine la competizione. 

## Ordine d'arrivo (Top 10)
| Pos. | Corridore          | Squadra          | Tempo    |
| ---- | ------------------ | ---------------- | -------- |
| 1    | Adolfo Leoni       | Legnano-Pirelli  | 6h42'38" |
| 2    | Luciano Maggini    | Wilier Triestina | s.t.     |
| 3    | Giovanni Corrieri  | Legnano-Pirelli  | s.t.     |
| 4    | Mario Ricci        | Legnano-Pirelli  | s.t.     |
| 5    | Olimpio Bizzi      | Viscontea        | s.t.     |
| 6    | Giulio Bresci      | Wilier Triestina | s.t.     |
| 7    | Michele Motta      | Atala-Pirelli    | s.t.     |
| 8    | Giordano Cottur    | Wilier Triestina | s.t.     |
| 9    | Ubaldo Pugnaloni   | Viscontea        | s.t.     |
| 10   | Attilio Lambertini | Arbos            | s.t.     |